# Chalicotherium
Chalicotherium (tiếng Hy Lạp cổ χαλιξ / khalix, khalik-: sỏi / sỏi + θηρίον / thērion, nhỏ bé của θηρ / Ther: con thú) hay ngựa vượn khổng lồ là một chi tuyệt chủng duyệt móng guốc lẻ ngón của trật tự Perissodactyla và gia đình Chalicotheriidae, được tìm thấy ở châu Âu, châu Phi, và châu Á trong Oligocen muộn để Pliocen, sống 28,4-3,6 mya, hiện có khoảng 24,8 triệu năm.
Loài động vật này sẽ trông giống như loài chalicotheriid khác: một động vật ăn cỏ lẻ tìm kiếm với chi trước dài vuốt và chi sau trọng lượng mang stouter.
Các loài loại, Chalicotherium goldfussi, từ Miocen và Pliocen châu Âu, đã được mô tả bởi Johann Jakob Kaup năm 1833.